# 穂積祖足
穂積 祖足（ほづみ の おやたり）は、飛鳥時代の人物。カバネは臣。推古天皇8 年（600年）に初の征新羅副将軍に任命された。『日本書紀』に記載がある。

## 経歴
祖足は父と共に推古天皇に出仕した。推古天皇8 年（600年）に任那日本府救援のために境部摩理勢が征新羅大将軍に任じられると、祖足は征新羅副将軍に任ぜられ、約1万の軍勢を率いて新羅に出征した（新羅征討計画）。結果、五つの城を攻め落として新羅を降伏させ、さらに多多羅、素奈羅、弗知鬼、委陀、南迦羅、阿羅々の6つの城を攻略して倭国への朝貢を約束させた。

## 系譜
系譜に関して『日本書紀』に記載はない。